# トーキョーN◎VA
トーキョーN◎VA（トーキョーノヴァ）は、鈴吹太郎とファーイースト・アミューズメント・リサーチ（F.E.A.R.）が製作した近未来SF物のテーブルトークRPG（TRPG）のシリーズ名。現在、ルールの第5版にあたる『トーキョーN◎VA THE AXLERATION』がエンターブレインより書籍版にて発売されている。
トーキョーN◎VAという言葉は、ゲームタイトルでもあると同時に、このゲームの主要な舞台となる都市「東京都新星市」の通称も示している。本稿では混同を避けるために、ゲーム名としてのトーキョーN◎VAを表す時は『』で括る形とする。

## 概要
災厄（ハザード）と呼ばれる天変地異――地軸の移動、致死率の高いウイルスの蔓延、氷期の再来など――が起こり傷ついた近未来の地球。そんな世界の中で、干上がった東京湾に作られ“災厄と歓喜の街”として繁栄している近未来都市・東京都新星市＝通称“トーキョーN◎VA”を主な舞台とした「サイバーアクションRPG」。
ゲームにサイコロを一切使わずに代わりにトランプを使うというルールが特色でTRPGとしては異彩を放っている。
1993年に初版がツクダホビーよりボックスセットとして発売された。ツクダホビーがTRPGから撤退した後は『ログアウトテーブルトークRPGシリーズ』の一つとしてアスペクトから、アスペクトがTRPG事業をエンターブレインに譲渡してからは『ログインテーブルトークRPGシリーズ』の一つとして、いずれも書籍版として発売されている。初版の発売から長年に渡りルールの大改訂を重ねている。版ごとの出版年代の詳細については#作品一覧を参照。なお、サプリメントについては、F.E.A.R.の子会社であるゲーム・フィールドからも発売されている。
いわゆるサイバーパンクに近しい雰囲気を持つゲームではあるが、退廃的/暴力的な要素や人体や意識の機械化といったサイバーパンクの主題はこのゲームではあくまで味付けの一つにすぎず、「近未来風の都市を舞台にしたヒーローアクション」を強く志向している。そのため、F.E.A.R.はこのゲームのジャンルについてサイバーパンクという言葉は使わずに「アーバンアクション」もしくは「サイバーアクション」という言葉を使用している。
既存の多くの近未来SFもののTRPGでは、さまざまな職業のプレイヤーキャラクター（以下、PCと略す）たちを同じチーム（パーティー）として行動させるために「すべてのPCはトラブルシューターの仕事を行っている」などといったPC全員に統一される社会的立場を設定することが多い。これはファンタジーRPGの定番である冒険者の概念の模倣だが、この『トーキョーN◎VA』ではPCの社会的立場を統一することをあえて行っていない。ルールブックでは初版から「自分のスタイルを貫くことがこのゲームのキャラクターの目的である」と繰り返し述べられており、個々のPCごとにゲームシナリオでの立場は異なる。シナリオにおいてのキャラクターごとの目的が異なる以上PC同士チームを組むような必然性もなく、各PCは自分にとっての利害のみを持ってほかのPCと接することになる。このようにPC同士の目的や立場を統一させないという部分は『トーキョーN◎VA』の大きな特色として現在でも高いユニーク性を保っている。PC同士が連携をとらずに好き勝手に動いて良いという空気があるこのゲームは、かつてはゲームマスターに難解なマスタリングを強いるゲームとして知られていたが、バージョンが進むたびにPCの個別行動に上手く対応するためのルールが整備されていった。特にシーン制は『トーキョーN◎VA』によって大きく進化したルールシステム概念である。

## システム
ゲームルールは版によって違いもあるが、2016年時点の現行ルールである第5版『トーキョーN◎VA THE AXLERATION』を基本に記述する。

### キャラクターメイキング
キャラクターの作成は、クラス制に属する。『トーキョーN◎VA』のキャラクタークラスにあたるものは「スタイル」と呼ばれており、これを3つ選ぶことでキャラクターの能力値や特技などが決定される（この時に同じスタイルを選んでも良い）。スタイルに関する詳細は#スタイル一覧の項目を参照。

### 能力値
このゲームにおいて、キャラクターの能力は理性（Reazon）、感情（Passion）、生命（Life）、外界（Mundane）の4つで表現される。このゲームの能力値が他のTRPGと比較して特徴的であるのは、能力と技能の関係が固定的では無いという点にある。たとえば“走る”という行為は生命だけでなく、理性でも感情でも行える。生命で行えば肉体能力を駆使して走り、理性で行えばフォームなどを念入りにチェックするなどして走る、といった具合である。

### 行為判定
行為判定は他の一般的なTRPGと異なり、ダイスではなくトランプを判定に使用する。
ゲーム開始時にゲームマスターはプレイヤーに4枚の手札を配る。行為判定のさいにはこの手札から一枚を場に出してそのカードで行為判定を行う。判定方法自体は特殊なものではなく、【能力値+数字】で算出される達成値が目標値に届いたかどうかで判断される。種別としては上方判定に属する。
数字の読み方は数札は数字のまま、絵札（J、Q、K）は10、Aは11とみなすブラックジャックに似た形式が採用されている。
ただし、Aは達成値が21に満たない場合、21とみなすという特殊ルールが適用される。
手札ではなく、山札から引いたカードで判定を行うこともできるが、そこで絵札を引いた場合は致命的失敗（ファンブル）となり判定は自動的に失敗となる。
行為判定が終了すれば場に出された手札は棄て札となり、プレイヤーは山札から手札が4枚になるように補充する。手札は常に4枚に維持されるため、行為判定においてある程度成功・不成功のコントロールが出来るところも特徴的である。また、弱いカードを手札から棄てて新しい手札を補充するために、重要でない行為判定にわざと失敗するという戦術が取れるのも他のTRPGにないプレイ感覚を作り出している。
また、行為判定程の頻度はないが、達成値が自身の制御値を下回ることで成功する制御判定も存在し、単純に数字の大きいカードが有利とは限らない。

### 神業
『トーキョーN◎VA』におけるヒーローポイントであり、各キャラクターが使用できる必殺技でもある。ルール第2版『トーキョーN◎VA The 2nd Edition』で設けられた。
神業は各スタイル毎に個別に設定されていて、使用回数は有限だが、判定の必要なく発動し、何らかの行為一つが確実に成功する。カブトワリ（≒狙撃手）であれば対象を必ず射殺し、レッガー（≒ギャング）であればどんな罪や情報をもみ消すことができる、といった具合である。ただし、神業は神業によって防がれる場合もある。基本的に神業で受けたダメージは、神業以外で防いだり治したりする事が出来ない。
スタイルごとの神業についての詳細は#スタイル一覧の項目を参照。
FEAR社とも関係の深いイラストレーター・田中としひさは、麻雀のルールにこの神業の概念を取り入れ（カゲムシャでフリコミを他人に押し付ける、等）、いわゆる超常（イカサマ）麻雀マンガを再現できる「トーキョーN◎VA麻雀ルール」を作成し、本ゲームデザイナーの鈴吹太郎を含む数名と実際に麻雀を打ったこともある。

## 世界設定
『トーキョーN◎VA』の世界は、サプリメントやリプレイによって少しずつ歴史がすすんでいくという特徴がある。重要NPCは少しずつ年齢を重ねていき、世界情勢も更新されていく。ここで記述する設定は『アウターエッジ』(2012年発売）で更新された時間軸の世界を基本にしている。
ゲーム世界の時間の経過は『トーキョーN◎VA the Revolution REVISED』（第3.5版）までは現実の時間経過と同じ速度ですすんでいたが、『トーキョーN◎VA the Detonation』（第4版）では必ずしも現実の時間経過と同期がせず、時計の針が止められて同じ時間軸の世界でリプレイやサプリメントが出されるようになった。しかし、2012年に発売されたサプリメント『アウターエッジ』で突如5年後が舞台となり、2013年発売予定の第5版『トーキョーN◎VA THE AXLERATION』では「『Detonation』開始の世界から10年後」となっている。2013年は『Detonation』発売から10年目にあたるため、ゲーム世界の時計の針を現実の時間経過とあわせる方向性自体は長期的な視点では健在である。

### 「災厄」後の世界、ニューロエイジ
『トーキョーN◎VA』の舞台となっているのは「災厄（ハザード）」といわれる天変地異によって荒廃した近未来の地球である。
「災厄」とはポールシフトをきっかけに起こった未曾有の天変地異のことで、七日間に渡って大地震と大津波が世界規模で起こり、人類がそれまで築いてきた文明と文化の多くを瓦解させた。さらにこの「災厄」の直後に謎のウイルスが世界中に蔓延した「小災厄（マイクロハザード）」が発生したため、人類はその人口を大きく減らすことになってしまった。
しかし、この未曾有の大災害にも人類は完全には滅びず、荒廃した地球に適応する形で社会を復興をしはじめた。そうして迎えた人類の新時代を「ニューロエイジ（Neuro Age）」と呼ぶ。なお、ニューロエイジは具体的に西暦何年というような設定はされておらず、漠然と「近未来」となっているが、2006年12月に刊行されたサプリメント『トーキョーN◎VA the Detonation クロニクル』では、歴史記述の都合上「現実の西暦の下二桁」を年号として採用している。すなわち、物語としての『トーキョーN◎VA』は「93年」から始まることになる。
ニューロエイジはいわゆるサイバーパンクをモチーフにした時代設定になっており、地球環境が荒廃している一方で、サイバーウェアとコンピュータネットワーク技術が奇形児的に発達している世界である。人類のほとんどは人工的な環境が整備された巨大都市（メガプレックス）に住んでおり、都市の外はミュータントや自然の脅威があふれている。ポールシフトにより氷河期が訪れたため、大地の多くは氷に閉ざされ人類の生活圏はかつてよりも限られてしまっている。国家の多くは一部の主要国（日本、中国、アメリカなど）を除いて求心力を減退させ、代わりに国際企業が政治的な影響力を強く持つようになった。
また、近代以後の科学技術の発展とともに闇に追いやられていた魔法や魔物、精霊や悪魔などが「災厄」の混乱に乗じて復活した。これらの神秘勢力は「災厄」後の混乱の中で人間社会にたくみに紛れ込んだ。その結果、ニューロエイジでは霊的な事件が「災厄」前よりもはるかに起こりやすくなっている。ニューロエイジの多くの国では魔法や霊の存在を公的には認めていないが、霊能力者や魔法使いを自称する者たちは、霊的事件を解決するゴーストバスターとして、都市社会に対して需要を持っている。
ニューロエイジでは宇宙開発も行われており、スペースコロニーが数基作られている。スペースコロニーに住めるのは選ばれた地位と財産をもつほんの一部の者だけで、彼らが形成する社会は「軌道」と呼ばれ、地上のような混乱からは縁遠い楽園として多くの庶民のあこがれの的になっている。軌道上に住む者たちは自らを「ハイランダー（天上人）」と称し、地上の人間を見下している。

### 鎖国日本
日本はニューロエイジでは非常に重要な位置にある国家である。「災厄」による地殻変動の結果、日本列島が赤道直下に移動したことにより、氷河期のこの世界では最も住みやすい国になっている。他の国に比べると比較にならないほど莫大な資源を有していると言われている。
しかしこの国は「災厄」直後から鎖国を宣言し、諸外国への救援要請などを無視して国交を絶ってしまった。「災厄」後の世界の混乱にかかわらず、また関わらせずに、閉ざされた国土で国民たちは暮らしているといわれる。
日本国は鎖国宣言に際して諸外国にいた日本人も完全に切り捨て一切の国土への侵入を禁じたため、彼らは日本人であっても日本国籍を持たない日系人といわれる人種になった。日系人によって経営される日系企業はこのニューロエイジの世界では国際的な大企業が多い。その中には日本国の要請を受けて世界経済を日本国の国益にあうように操作しているところもある。そのため、「外の世界に関わらないし関わらせない」という鎖国宣言とは裏腹に、日系企業を通じて世界各国から資本を搾取し日本国に流入させているというのは公然の秘密であり、多くの国はこの日本の態度に不満をもっている。そのため日本崩壊を目的に活動する国際テロ組織も存在している。
日本国は世界でも屈指の軍事力をもっており、諸外国が干渉しないようにトーキョーN◎VAを含む日本周辺地域の防衛をしている。日本軍は自衛のための軍隊でありこちらから攻撃することは原則的にはないとしているが、実際には所属を隠蔽した覆面部隊が世界各地で日本の国益のために暗躍している。日本軍は『トーキョーN◎VA』というゲームにおいては代表的な敵役の一つでもある。

### 災厄と歓喜の街、トーキョーN◎VA
ニューロエイジでもっとも注目される都市がトーキョーN◎VAである。行政上の正式名称は「東京都新星市」であるが、ほとんどの人間はこの街を「トーキョーN◎VA」という通称で呼んでいる。この街は『トーキョーN◎VA』というゲームの主要な舞台である。
「災厄」から27日後、日本政府の要請を受けた技術者が、干上がった東京湾で高さ3000メートルの巨大なビルを発見した。長く「税関ビル」と呼ばれ、のちに「イワヤトビル」と命名されることになるこの謎めいたビルを中心に、超巨大都市トーキョーN◎VAは建設された。その面積は東京都と千葉県を合わせたものに等しいとされる。
トーキョーN◎VAは鎖国した日本国と接触がもてる唯一の街であり、いわば出島と言える。日本に入れない日系人のために作られた街という側面もあり、日本的な風景や文化も多い。ニューロエイジ最大の規模を持つ都市であるため、世界中のあらゆる物がここで手に入り、あらゆる事件がここで起こりうる街である。それゆえに「災厄と歓喜の街」と言われている。
行政は住民を押さえ付けはしても福利厚生はほとんど行わない。行政サービスに代わるものとして企業がさまざまな福利厚生を有償で行っている。金がないと最低限の生命維持も行えない格差社会である。

### N◎VA以外の都市
ニューロエイジにはトーキョーN◎VA以外にもさまざまな巨大都市がある。『トーキョーN◎VA』ではサプリメントで様々な都市が紹介されていて、トーキョーN◎VA以外の舞台でもゲームを楽しむことができる。
オーサカM○●N（オーサカムーン）
旧大阪湾と瀬戸内海を埋め立てて作られた日本第二の出島。世界的なバイオテクノロジーの研究所があり、そこで起こった事故の結果、街のスラムや周辺の荒野にミュータントが蔓延するようになってしまっている。また、日系ヤクザのメッカであり、トーキョーN◎VA以上の犯罪都市となっている。通称は「金亡者の街」。トーキョーN◎VAが「東の魔都」と呼ばれるのと対照的にオーサカM○●Nは「西の妖都」と呼ばれる。
カムイST☆R（カムイスター）
精霊とともに生きるシャーマニズム国家「シベリア連合クリルタイ」が諸外国との窓口のために作った都市。シベリアと陸路でつながった旧北海道に作られている。クリルタイは精霊、魔法、妖精、悪魔などの神秘勢力が当たり前に跋扈しているという魔法の王国であり、カムイST☆Rもその影響を受けている。カムイST☆Rは他のメガプレックスと同じく近代化がされているにもかかわらず、オカルト事件が日常的に多発する「魔導都市」となっている。
ミトラスGARDEN（ミトラスガーデン）
「災厄」によって温帯に移動し氷床が溶けた旧南極大陸＝ミトラス大陸に作られたメガプレックス。世界最高のセキュリティをもち、都市内の犯罪発生率はほぼ0%。管理マキノイド“マザーウィル”が犯罪を予測し、「将来的に犯罪を起こす可能性がある」人物をあらかじめ処分している。究極の管理社会であり、一種のディストピアであるといえる。『トーキョーN◎VA THE AXLERATION』で登場。
フェスラー公国
N◎VAからもっとも近い外国。もともとはトーキョーN◎VAの衛星都市であり、ヨコハマLU$T（ヨコハマラスト）と呼ばれていた。しかし『トーキョーN◎VA THE AXLERATION』の時代に軌道の名家フェスラー家が都市ごと購入。独立国家となった。
ホンコンHEAVEN（ホンコンヘブン）
旧香港があった場所に作られた巨大な観光都市。チャイニーズマフィアのメッカでもある。
キャンベラAXYZ（キャンベラアクシズ）
オーストラリアにあるメガプレックス。軌道エレベータが設置されていて、軌道社会への入り口として知られる。
ミトラスE△EN（ミトラスエデン）
ミトラス大陸にある企業都市。
リューキューSUBARU&AGARUTA（リューキュースバル&アガルタ）
「災厄」後に日本から切り離された旧沖縄に作られたメガプレックス。地上都市SUBARUと地下都市AGARUTAの二層構造になっている。都市を支配しているのは華僑の黄一族であり、夏帝国（ニューロエイジ後の中国大陸に作られた中華王朝）とは微妙な緊張関係にある。
ゴーストEYEランド（ゴーストアイランド）
伝説の女海賊ゴーストEYEによって建設された海上都市。戦闘艦やプラントを繋ぎ合わせて建造されたもので、都市ごと移動できる。海賊の巣であり多くの国家はこの都市を公的に認めてないが、海上交易の中心地点として海洋社会に根付いている。
サーガSATANN（サーガサターン）
南洋の孤島に作られたアメリカ資本の研究都市。『トーキョーN◎VA the Revolution』の時間軸の世界で紹介された都市だが、『トーキョーN◎VA the Detonation』の時間軸の世界では謎の爆発で壊滅している
チャイローン・ジャンクション
インド資本によって運営されているスペースコロニーの一つ。天上人の住居というより地上人向けのリゾートコロニーとして作られているため、地上からここへの行き来は比較的やりやすい。大金持ちしか行くことのできないといわれる軌道社会で例外的に庶民に身近な場所である。
ドゥームド・モスク
ニューロエイジで最大の勢力を持つ世界宗教「真教」の総本山。同宗教の聖地である北極点にあり、聖母領とも呼ばれる。
ヴラド公国
ロシアにあるドーム都市。吸血鬼の王が支配する常夜の王国で、人間たちは王に魅入られて魂の底から従属している。魔物や魔術師たちの中でも邪悪に属する者たちの巣窟となっている。

## スタイル一覧
『トーキョーN◎VA』において他のゲームでの職業（クラス）に相当するのが「スタイル」である。それぞれのスタイルは、特殊技能と前述の「神業」によって特徴付けられる。職業や社会的位置付け、習得している技術や能力、信念や生き方など多くのものを表す。これを反映し「生き様」とルビを打って表記されることもある。
スタイルはタロットカードの大アルカナを模したカードである「ニューロデッキ」で表現されている。当初は大アルカナに対応した22種に加え特殊なスタイルとして示されていたカゲムシャの23種だったが、『トーキョーN◎VA The 2nd Edition』サプリメント『オーサカM○●N』で　「マイナスナンバー」と呼ばれる特殊なスタイルが2種追加され（同時にカゲムシャもマイナスナンバーに分類された）、『トーキョーN◎VA The Revolution』サプリメント『グランド×クロス』と『トーキョーN◎VA THE AXLERATION』サプリメント『ジ・アザーサイド』でマイナスナンバーが1種ずつ、『オルタナティヴサイト』で4種が追加され、現在は31種類となっている。キャラクター作成には、その中から重複を許される3つを選ぶ。またそのうちから「外観」であるペルソナ（◎であらわされる）、「内面」であるキー（●であらわされる）、「“自身からも”完全に隠れた面」シャドウ（マークは存在しない）を選ぶ。このとき、ペルソナとキーで同じスタイルを選んでも良い。これらの組み合わせにより、人格・能力・物語上の立ち位置など多様なキャラクターメイキングを可能としている。
なお、スタイルのカード構成や英語読みはトート・タロットを基にしている。

### 基本スタイル
0.カブキ（歌舞伎）　the fool
芸術家。大アルカナでは「愚者」にあたる。
《チャイ》
カブキの神業。「幸運な偶然」を起こす事により、使用前の神業を打ち消したり、失敗させたり出来る。

I.バサラ（婆沙羅）　the magus
超能力者や魔術師。大アルカナでは「魔術師」にあたる。
《天変地異（カタストロフ）》
バサラの神業。自然現象を起こし、キャストやゲスト以外の対象や建物を破壊する。

II.タタラ（踏鞴）　the priestess
研究者、もしくは技術者。大アルカナでは「女教皇」にあたる。
《タイムリー》
タタラの神業。その場に適した装備を作って持っていた事に出来る。もしくはその場で作リ上げる。

III.ミストレス（舞貴人）　the empress
女将、または女リーダー。「包容力のある指導者」を示すスタイルで男性でもこのスタイルを取ることができる。大アルカナでは「女帝」にあたる。
《ファイト！》
ミストレスの神業。自分以外のキャラを応援して活力を与え、神業の使用回数を1回増やす。

IV.カブト（兜）　the emperor
用心棒、もしくはボディーガード。大アルカナでは「皇帝」にあたる。
《難攻不落（インヴァルネラブル）》
カブトの神業。社会ダメージ以外の攻撃1つを完全に防ぐ。

V.カリスマ（狩魔）　the hierophant
カリスマ性のある人物。政治家や思想家など。大アルカナでは「教皇」にあたる。
《神の御言葉（ゴスペル）》
カリスマの神業。その威厳を持って対象に任意の精神ダメージ（発狂も含む）を与える。

VI.マネキン（真似衿）　the lovers
ヒモやジゴロなど、他者に頼る者。親の庇護下にある幼児などもここに含む。大アルカナでは「恋人」にあたる。
《プリーズ！》
マネキンの神業。他人（キャストやゲスト）に神業の使用をお願いする。ただし、《守護神》を使用させて死亡させることはできない。

VII.カゼ（風）　the chariot
「走り屋」など、車輌の操作に長けた者。大アルカナでは「戦車」にあたる。
《脱出（エクソダス）》
カゼの神業。どんな状況からでも脱出できる。ただし《脱出》で対抗された場合、対抗したキャラには追いつかれることになる。

VIII.フェイト（平威徒）　adjustment
探偵。大アルカナでは「正義」にあたる。
《真実（トゥルース）》
フェイトの神業。知っている事を聞き出す。対象が知らないことや、間違った情報を信じていた場合、正しい情報は得られない。《不可知》に対抗できる。

IX.クロマク（黒幕）　the hermit
裏社会を牛耳る権力者。大アルカナでは「隠者」にあたる。
《腹心（ライトハンド）》
クロマクの神業。忠実な部下（ゲスト扱い）を用意する。

X.エグゼク（益世狗）　fortune
超巨大多国籍企業の重役。大アルカナでは「運命の輪」にあたる。
《買収（M&A）》
エグゼグの神業。金で買える物ならなんでも購入出来る（企業や組織の場合、命令を一つ聞かせる）。ただし、この神業で購入した物の効果は、次のアクトに持ち越すことは出来ない。

XI.カタナ（刀）　lust
賞金稼ぎや剣客などの殺し屋。大アルカナでは「力」にあたる。
《死の舞踏（ダンス・マカブル）》
カタナの神業。白兵戦用武器で回避不能の攻撃を放ち、任意の肉体ダメージ（完全死亡を含む）を与える。

XII.クグツ（傀儡）　the hanged man
企業の非合法工作員。大アルカナでは「吊られた男」にあたる。
《完全偽装（アンダカヴァ）》
クグツの神業。完全偽装工作を行う。《暴露》や《真実》に対抗出来る。

XIII.カゲ（影）
スパイや忍者、暗殺者など隠密行動に長けた者。大アルカナでは「死神」にあたる。
《不可知（インセンサブル）》
カゲの神業。完全に姿を消して行動する。

XIV.チャクラ（車鞍）　art
格闘家。大アルカナでは「節制」にあたる。
《黄泉還り（フェニックス）》
チャクラの神業。対象がそのシーン中に受けた肉体、精神ダメージ（完全死亡や発狂を含む）を消し去る。

XV.レッガー（裂牙）　the devil
暴力団やギャングの構成員。大アルカナでは「悪魔」にあたる。
《不可触（アンタッチャブル）》
レッガーの神業。様々な圧力により、事実を揉み消したり、責任転嫁する事が出来る。《暴露》や《真実》に対抗出来る。

XVI.カブトワリ（兜割）　the tower
スナイパー。大アルカナでは「塔」にあたる。
《とどめの一撃（クーデグラ）》
カブトワリの神業。対象に射撃を必中させ、任意の肉体ダメージ（完全死亡を含む）を与える。

XVII.ハイランダー（排乱駄）　the star
衛星軌道上など、地球外で生まれ育ったエリート階級。大アルカナでは「星」にあたる。
《天罰（ネメシス）》
ハイランダーの神業。RLが認める限り、あらゆる傍若無人を可能にする（例えば、大企業の機密事項が何故か届いたり、軌道レーザーが迫りくる攻撃を撃ち払ったり等）。

XVIII.マヤカシ（摩耶蠍）　the moon
幻術師。大アルカナでは「月」にあたる。
《守護神（ガーディアン）》
マヤカシの神業。高次の意識体や潜在能力により、自己の身を守る。他者を守ることもできるが、その場合、使った者は死亡する。

XIX.トーキー（投喜居）　the sun
報道員。大アルカナでは「太陽」にあたる。
《暴露（エクスポーズ）》
トーキーの神業。どんな状態でも自由に報道出来る。それにより、任意の対象に社会ダメージを与えたり、治したり出来る。

XX.イヌ（犬）　the aeon
警察官。大アルカナでは「審判」にあたる。
《制裁（パニッシュ）》
イヌの神業。法の裁きを与える。それにより、対象に任意の社会ダメージ（抹殺を含む）を与えるまたは、治療する。

XXI.ニューロ（新生路）　the universe
ハッカー。大アルカナでは「世界」にあたる。
《電脳神（デウス・エクス・マキナ）》
ニューロの神業。ウェブや、ウェブに接続された物を自在に操る。

### マイナスナンバー
大アルカナで相当するものは無い。ただし、それぞれ正の数のスタイルに対応するものとなっている。
-0.コモン　loof eht
学生、主婦など一般人をあらわすスタイル。カブキに対応する。
《平和（ピース）》
コモンの神業。幸運な偶然によって危機をひとつ避けたり、相手の行動を失敗させたりすることができる。

-1.ヒルコ（水蛭子）　sugam eht
突然変異体。人にして人ならざる者。バサラに対応する。
《突然変異（ミューテーション）》
ヒルコの神業。見聞きした他の神業をコピーする。ただし、コピーする神業が使われたシーンに登場している必要がある。

-2.クロガネ　ssetseirp eht　
意思を持った器物。元となった物（フォルム）ごとに異なる特性を有する。タタラに対応する。
《万能道具（マスターピース）》
クロガネの神業。フォルムの種類によって効力が異なる（他スタイルの神業から選択する）。

-4.イブキ　rorepme eht　
救命士、消防士などの「人命を救助することのプロ」。カブトに対応する。
《人命救助（アセンドライフ）》
イブキの神業。キャラクターひとりの受けている肉体・精神ダメージ、バッドステータスを治癒する。シーン内であれば完全死亡、精神崩壊も治癒できる。

-6.シキガミ　srevol eht　
刀剣や獣、銃といった様々な式神を使う式神使い。マネキンに対応する。
《友情（フレンドシップ）》
シキガミの神業。ダメージや神業の効果など、キャラクターひとりに対する不都合な効果を打ち消す。

-7.アラシ（嵐）　toirahc eht
戦車などの兵器乗り。カゼに対応する。
《突破（ブレイクスルー）》
アラシの神業。乗り物で障害を突破する。

-9.カゲムシャ（影武者）　timreh eht
その名の通り影武者。クロマクに対応する。
《神出鬼没（チェンジ）》
カゲムシャの神業。誰かと入れ替わっていた事にできる。

-17.エトランゼ　rats eht
宇宙人や未来人、異世界人など通常存在しないとされている者たちを表すスタイル。ハイランダーに対応する。
《超越品（ハイパーアイテム）》
エトランゼの神業。未来や異世界、地球外宇宙の物品や超技術によって不可能を可能にする。

-18.アヤカシ（妖）　noom eht
吸血鬼や妖怪などの怪物。マヤカシに対応する。
《霧散（ディスアペア）》
アヤカシの神業。体を霧にするなどして、ダメージの一つを無効にしたり、その場から退場したりする。

## 後続への影響
『トーキョーN◎VA』は他のTRPGにはない高いユニーク性を持つゲームだとファンの多くに認識されているが、それと同時にその後の日本のテーブルトークRPGのモデルとなった部分もある。
- クラス（スタイル）を3つ選択することによって行われるランダム要素を廃したキャラクターメイキング
- 選んだクラス（スタイル）ごとに、1セッションごとに限定された回数だけ使える必殺技（神業）がついてくる要素
- シーン制における舞台裏と登場判定の概念

これらの要素は特にF.E.A.R.が製作しているゲームに多く見られる共通点だが、その祖にあたるのが『トーキョーN◎VA』である。

## ゲーム上の用語
『トーキョーN◎VA』では、ゲーム上使用される用語が他のゲームと差別化されており、映画（でなければ演劇）を想起させるようになっている。
- ルーラー（RL）：ゲームマスター（GM）。ルールの曖昧な部分について決定する権利がある、と明記されているのが特徴的。
- キャスト：プレイヤーキャラクター（PC）。
- ゲスト：ノンプレイヤーキャラクター（NPC）のうち、キャストと同程度の能力を持つ、重要な人物をあらわす。
- トループ：NPCのうち、ある程度の能力を持つ集団をあらわす。いわばザコ。
- エキストラ：NPCのうち、風景同然の端役をあらわす。演劇のかきわりのようなもの。
- アクト：一回のプレイを表す。『トーキョーN◎VA The Revolution』以降はオープニング・リサーチ・クライマックス・エンディングの4フェーズに分かれて進行される。

等。このうち「ゲスト」「エキストラ」は同じF.E.A.R.制作の『ナイトウィザード』『アリアンロッドRPG』にも採用されている。

## 作品一覧

### トーキョーN◎VA
ルール第1版にあたる。基本ルールブックは1993年にツクダホビーからボックス版で発売された。
基本ルールブック
- 『トーキョーN◎VA』　（第1版ルールブック）

関連書籍
- 『TRPGリプレイブック　ギア・アンティーク&トーキョーN◎VA』　（リプレイ）　リプレイ『Wake Up The Dead』を収録。後に下記の文庫「ふりむけば死」に再録。雑誌コード 63552-94
- 『トーキョーN◎VAリプレイ　ふりむけば死』（リプレイ）　4本のリプレイを収録。ISBN 978-4893662613

### トーキョーN◎VA The 2nd Edition
ルール第2版にあたる。基本ルールブックは1995年にアスペクトから書籍版で発売された。
基本ルールブック
- 『トーキョーN◎VA The 2nd Edition』　（第2版ルールブック） ISBN 978-4893663726

関連書籍
- 『トーキョーN◎VA The 2nd Edition　ガイドブック』　（解説書）　ISBN 978-4893664617
- 『オーサカM○●N』　（サプリメント。マイナスナンバーのヒルコ、アラシ、カゲムシャが初登場）　ISBN 978-4893665669
- 『カムイST☆R』　（サプリメント）　ISBN 978-4893667939
- 『BLAKK box ブラックボックス』　（シナリオ集）
- 『小説・トーキョーN◎VA ブレインハンター』　（小説）  ISBN 978-4893664365
- 『トーキョーN◎VA 〜ACT.1 BRAINHUNTER〜 ドラマCD』  （ドラマCD）
- 『トーキョーN◎VA The 2nd Editionリプレイ　猟犬たちの午後』 （リプレイ）　ISBN 4-89366-380-1

### トーキョーN◎VA The Revolution
ルール第3版にあたる。基本ルールブックは1998年にアスペクトから書籍版で発売された。
基本ルールブック
- 『トーキョーN◎VA The Revolution』　（第3版ルールブック）　 ISBN 978-4757201453
- 『トーキョーN◎VA The Revolution REVISED』　（第3版ルールブック改訂版）　 ISBN 978-4907792350

サプリメント
- 『トータル エクリプス』　（リプレイ&追加データ）
- 『グランド×クロス』　（ワールドガイド&追加データ）

シナリオ集
- 『ナイフ・エッジ』　ISBN 4-907792-10-7　（ドラマCD付き）

スーパー・シナリオ・サポート（SSS）
　シナリオ2本と追加データなどを収録した小冊子。一冊ごとにスタイルひとつをテーマとしている。
　『トーキョーN◎VA The Revolution』に対応したvol.1〜vol.10、『トーキョーN◎VA The Revolution REVISED』に対応したvol.11〜vol.17の計17冊が発行された。

### トーキョーN◎VA The Detonation
ルール第4版にあたる。基本ルールブックは2003年にエンターブレイン（アスペクトのゲーム・ホビー部門を2000年に営業譲受）から書籍版で発売された。
基本ルールブック
- 『トーキョーN◎VA The Detonation』　（第4版ルールブック）　ISBN 978-4-75771-569-1

サプリメント
- 『グランド×クロス The Detonation』　（地上社会のワールドガイド）　ISBN 978-4-90779-259-6
- 『ストレイライト』　（軌道社会のワールドガイド）　ISBN 978-4-90779-279-4
- 『トーキョーN◎VA The Detonation クロニクル』　（歴史ガイド。旧版のアイテム等をコンバートして再録）　ISBN 978-4-75773-074-8
- 『マーダーインク』　（犯罪組織や裏社会に関するガイド。過去にスーパーシナリオサポートやゲーマーズ・フィールド誌に掲載された追加データをコンバートして再録）　ISBN 978-4-75774-265-9
- 『ナイトウォッチ』　（魔術に関するガイド。アストラルに関する設定や追加ルール。ゲーマーズ・フィールド誌に掲載された追加データも再録）　ISBN 978-4-047-26104-4
- 『ワールドオーダー』　（企業に関するガイド）　ISBN 978-4-047-26909-5
- 『アウターエッジ』　（ニューロエイジの最先端）　ISBN 978-4-047-27697-0

リプレイ
- 『カウンターグロウ』(ゲーム・フィールド版) ISBN 978-4-907792-67-1

「スリードッグナイト」「ナイト・アフター・ナイト」「ナイトブレイク」を収録。追加データ集を兼ねる。
- 『ビューティフルデイ　あるいはヒュース・スペンサー最後の事件』　ISBN 978-4-75774-554-4

「フラッシュ・フラッシュ」「ビューティフルデイ」を収録
- 『ヴァニティ・エンジェル』　ISBN 978-4-04726-492-2

「ヴァニティ・エンジェル」「神殺し」を収録
- 『カウンターグロウ』（エンターブレイン版）　ISBN 978-4-04-727309-2

ゲーム・フィールド版の絶版に伴い新装版として加筆・増補を加えて再刊。稲葉義明が基本ルールブックに執筆した短編連作小説「扉小説」も収録。
スーパー・シナリオ・サポート（SSS）
　シナリオ2本と追加データなどを収録した小冊子。
　一冊ごとにスタイルひとつをテーマとしている。vol.1〜vol.5及び、特別編vol.1〜vol.4の計9冊が発行された。

### トーキョーN◎VA THE AXLERATION
ルール第5版にあたる。基本ルールブックは2013年にエンターブレインから書籍版で発売された。
基本ルールブック
- 『トーキョーN◎VA THE AXLERATION』　（第5版ルールブック）　ISBN 978-4-04729-180-5

サプリメント
- 『ジ・アザーサイド』（5枚目のマイナスナンバー「クロガネ」が初登場））　ISBN 978-4-04729-354-0
- 『クロス・ザ・ライン』（他都市のガイド、FS判定ルールの追加）　ISBN 978-4-04-729753-1
- 『クローム・メモリーズ』（旧版ニューロデッキ、クルードルール、過去キャンペーンシナリオ再録）
- 『ビハインド・ザ・ダーク』（犯罪結社や企業の特殊部隊といったデータの補強、「ダブルハンドアウト・ルール」の紹介等）　ISBN 978-4-04-730424-6
- 『ヘヴン・ダウンビロウ』（世界設定記述とデータの追加、「ワークス・ルール」の紹介等）　ISBN 978-4047281875
- 『オルタナティヴサイト』（新たなマイナスナンバー「コモン」、「イブキ」、「シキガミ」、「エトランゼ」の紹介等）　ISBN 978-4862241924
- 『スキルディクショナリ』（スタイル技能に関するルールや、スタイル技能のデータの網羅）　ISBN 9784-04-735867-6
- 『アウトフィット・カタログ』（アウトフィットに関するルールや、アウトフィットデータの網羅）　ISBN 9784-04-736440-0

リプレイ
- 『カラミティボックス』（丹藤武敏著）　ISBN 978-4047291812
- 『ファントムレディ』（丹藤武敏著）　ISBN 978-4047299375
- 『エンジェル・オブ・デス』（丹藤武敏、藤井忍共著）　ISBN 978-4047307742
- 『さらば、青き光』（田中信二著）　ISBN 978-4-86224-237-2     　  　 「さらば、青き光」「血塗られた月」その他、サプリメント『オルタナティブサイト』で追加となった新スタイルのスタイル技能や、  高経験点用のアウトフィット、トループデータなど、追加データを収録

スーパー・シナリオ・サポート（SSS）
　定期的に発行される小冊子。一冊ごとにスタイル3つをテーマとしている。シナリオ3本と追加データを収録。
- 『トーキョーN◎VA THE AXLERATION スーパー・シナリオ・サポート Vol.1 ナイト・ムーヴズ』
- 『トーキョーN◎VA THE AXLERATION スーパー・シナリオ・サポート Vol.2 悪魔のいる天国』
- 『トーキョーN◎VA THE AXLERATION スーパー・シナリオ・サポート Vol.3 アウト・オブ・シャドウ』
- 『トーキョーN◎VA THE AXLERATION スーパー・シナリオ・サポート Vol.4 プラチナムレイダー』
- 『トーキョーN◎VA THE AXLERATION スーパー・シナリオ・サポート Vol.5 フール・フォー・ザ・シティ』
- 『トーキョーN◎VA THE AXLERATION スーパー・シナリオ・サポート Vol.6 ケース・オブ・マーダー』
- 『トーキョーN◎VA THE AXLERATION スーパー・シナリオ・サポート Vol.7 鋼鉄の嵐』
- 『トーキョーN◎VA THE AXLERATION スーパー・シナリオ・サポート Vol.8 一撃必殺』
- 『トーキョーN◎VA THE AXLERATION スーパー・シナリオ・サポート Vol.9 神は天にあり、世はすべて事もなし』
- 『トーキョーN◎VA THE AXLERATION スーパー・シナリオ・サポート Vol.10 アージェント・メジャーズ』
- 『トーキョーN◎VA THE AXLERATION スーパー・シナリオ・サポート Vol.11 デモンスレイヤー』
- 『トーキョーN◎VA THE AXLERATION スーパー・シナリオ・サポート Vol.12 遙か遠くより』
- 『トーキョーN◎VA THE AXLERATION スーパー・シナリオ・サポート Vol.13 立ち止まるな夜明けまで』